# Ba Quersaque
Ba Quersaque (Ba Ḫersak) é uma vila do Afeganistão, localizada na província de Badaquexão.